# Jagdgenossenschaft

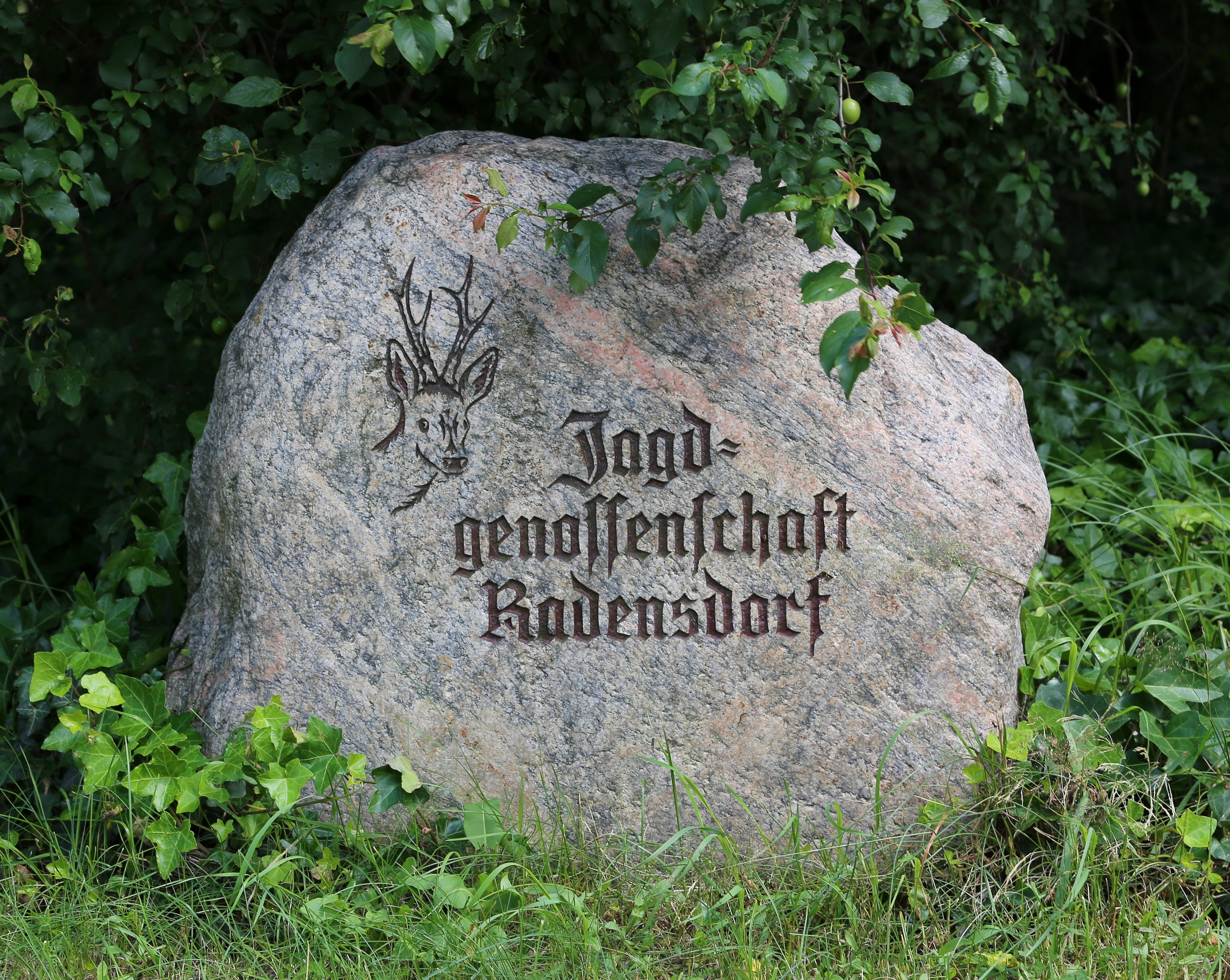
Gedenkstein der Jagdgenossenschaft Radensdorf, einem Stadtteil von Lübben (Spreewald)

Jagdgenossenschaften sind in Deutschland Körperschaften des öffentlichen Rechts. Sie entstehen kraft Gesetzes (§ 9 BJagdG), ohne dass es eines Beschlusses oder eines anderen Aktes bedarf. 
Mitglieder einer Jagdgenossenschaft, sogenannte Jagdgenossen, sind die Eigentümer der Flächen einer Gemeinde, die zu einem gemeinschaftlichen Jagdbezirk gehören. Zu einem gemeinschaftlichen Jagdbezirk gehören alle Grundflächen einer Gemeinde, die nicht zu einem Eigenjagdbezirk gehören, d. h. im Zusammenhang eine bestimmte, vom Landesrecht abhängige Mindestfläche (Mindestfläche von 150 Hektar, bzw. in Bayern und in Niedersachsen 250 Hektar) umfassen. Bejagbare Flächen sind im Jagdkataster verzeichnet. 

## Umsetzung
Die Jagdgenossenschaft jagt in Eigenregie oder verpachtet das Jagdausübungsrecht ihres gemeinschaftlichen Jagdbezirks an einen Jagdscheinbesitzer (§ 11 BJagdG). Im Jagdpachtvertrag wird die Beziehung zwischen Jagdgenossenschaft und Pächter geregelt. So wird z. B. die Haftung der Jagdgenossenschaft für Wildschäden in der Regel auf den Pächter übertragen. Die Haftung der Jagdgenossenschaft ist dann nur noch subsidiär. Entscheidungen trifft die Jagdgenossenschaft grundsätzlich nach dem Prinzip der doppelten Mehrheit: es muss sowohl eine Mehrheit der abgegebenen Stimmen, als auch der hinter den Stimmen stehenden Fläche bestehen.
Der Ertrag aus der Pacht wird entsprechend der jeweiligen Grundstücksfläche auf die Jagdgenossen umgelegt: man spricht von einem Auskehranspruch der Jagdgenossen gegen die Jagdgenossenschaft.

## Einfluss europäischer Gesetzgebung
Am 13. Dezember 2006 entschied das Bundesverfassungsgericht, dass Zwangsmitgliedschaften in Jagdgenossenschaften verfassungsmäßig sind. Am 26. Juni 2012 relativierte der Europäische Gerichtshof für Menschenrechte diese Entscheidung. Der EGMR befand, dass die Verpflichtung zur Duldung der Jagd auf dem eigenen Grundstück für Grundstücksbesitzer, die die Jagd aus ethischen Gründen ablehnen, eine unverhältnismäßige Belastung darstellt. Bei Beibehaltung des Reviersystems muss jeder Antrag auf Befriedung individuell gerichtlich entschieden werden. In Reaktion auf das Urteil wurde § 6 BJagdG zum 6. Dezember 2013 entsprechend geändert. Die Bedingungen zur Befriedung von Flächen werden darin sehr hoch gelegt.

## Zur Geschichte
Bis 1848 stand das Jagdrecht dem jeweiligen Landesherrn als Jagdregal zu. Mit Ausnahme von Mecklenburg-Schwerin und Mecklenburg-Strelitz hoben die deutschen Staaten diese Rechte im Gefolge der Revolution von 1848/49 auf. Jagd war nur noch auf eigenem Grund und Boden möglich. Aufgrund der ungeregelten Jagdausübung, die nun jedem auf seinem Besitz möglich war, wurde jedoch befürchtet, dass es zu einer schnellen Abnahme der Wildbestände kommen würde, da weder Mindestgrößen, noch Schonzeiten die Jagdausübung regelten. So schrieb Ernst Schlotfeldt in der Deutschen Jägerzeitung von 1884, daß die freie Jagd in kurzer Zeit eine vollständige Vernichtung des Wildstandes nach sich ziehen muß, bedarf es keines Beweises.
Wie stark diese Reduktion tatsächlich war, ist aus heutiger Sicht schwer nachzuvollziehen. Sicher ist, dass die vermutlich überhöhten Wildbestände der feudalen Jagd reduziert wurden und auch darüber hinaus eine Bestandsabnahme von nicht festlegbarem Ausmaß stattfand. Die deutschen Staaten erließen daher in den fünfziger Jahren des 19. Jahrhunderts Gesetze, die das dem Grundeigentümer zustehende Jagdrecht und das Jagdausübungsrecht trennten und das Jagdausübungsrecht entweder den Gemeinden oder der Gemeinschaft der Grundeigentümer zuerkannten. Außerdem wurde mit dem Jagdpolizeigesetz von 1850 die Mindestgröße für die Ausübung der Jagd  auf dem eigenen Grund und Boden auf 300 Morgen (ca. 75 Hektar) festgelegt, welche bis heute als Mindestgröße erhalten geblieben ist. Durch diese Regelungen wurde die Jagd erstmals reichseinheitlich geregelt und später in das Reichsjagdgesetz und in das heutige Bundesjagdgesetz übernommen.
Diese landesrechtlichen Regelungen zum sogenannten Reviersystem wurden im Reichsjagdgesetz vom 3. Juli 1934 vereinheitlicht, das die amerikanische Besatzungsmacht für ihre Zone 1948 aufhob. An dessen Stelle trat schließlich in der BRD das Bundesjagdgesetz, das am 1. April 1953 Geltung erlangte und welches das Reviersystem bis heute für ganz Deutschland festschreibt.

## Folgen des Urteils des EGMR vom 26. Juni 2012
Das Urteil des Europäischen Gerichtshofs für Menschenrechte (EGMR) besagt im Wesentlichen, dass bei der Zwangsmitgliedschaft in der Jagdgenossenschaft die persönliche Gewissensfreiheit des Grundbesitzers zu wenig Berücksichtigung findet. Es stellt nicht das Reviersystem allgemein in Frage. Dabei sind zahlreiche Fragen zu klären, etwa die nach dem Schadensersatz gegenüber den verbliebenen Jagdgenossen, wenn das Wild – man denke an eine Rotte Wildschweine – in einem befriedeten und damit unbejagten Gebiet Schutz findet und von dort aus Schäden in den umliegenden Feldern verursacht. Das Urteil bejaht zwar die Gewissensfreiheit des einzelnen Grundbesitzers, schließt aber keinesfalls dessen Haftung für die Folgen einer persönlichen Entscheidung aus. Eine weitere zu klärende Frage ist die, der durch das Tierschutzgesetz vorgeschriebenen Wildfolge, d. h. der Verfolgung und Erlegung von krank geschossenem oder schwerkrankem Wild in ein fremdes Jagdrevier.
Das Urteil liegt in deutscher Sprache vor. Eine Änderung des BJagdG liegt seit 6. Dezember 2013 vor.